# Daemon X Machina
Daemon X Machina (stylise DΛEMON ፠ MΛCHINΛ) est un jeu vidéo de tir à la troisième personne développé par Marvelous First Studio et édité par Marvelous, sorti en 2019 sur Nintendo Switch.